# I. Bořivoj cseh fejedelem
I. Bořivoj (csehül: Bořivoj I.), (853 – 894) cseh fejedelem 872-től haláláig, a hagyomány szerint a Přemysl-dinasztia első név szerint ismert uralkodója.
Szvatopluk morva fejedelem udvarában állítólag Szent Metód keresztelte meg. 872-ben lett fejedelem; ő építtette az első templomot Csehországban, Levý Hradecben. 880 körül udvarát Levý Hradecből a mai prágai vár dombjára helyezte át, ezután felépíttette a prágai Mária-templomot is.